# Gabriel & Dresden

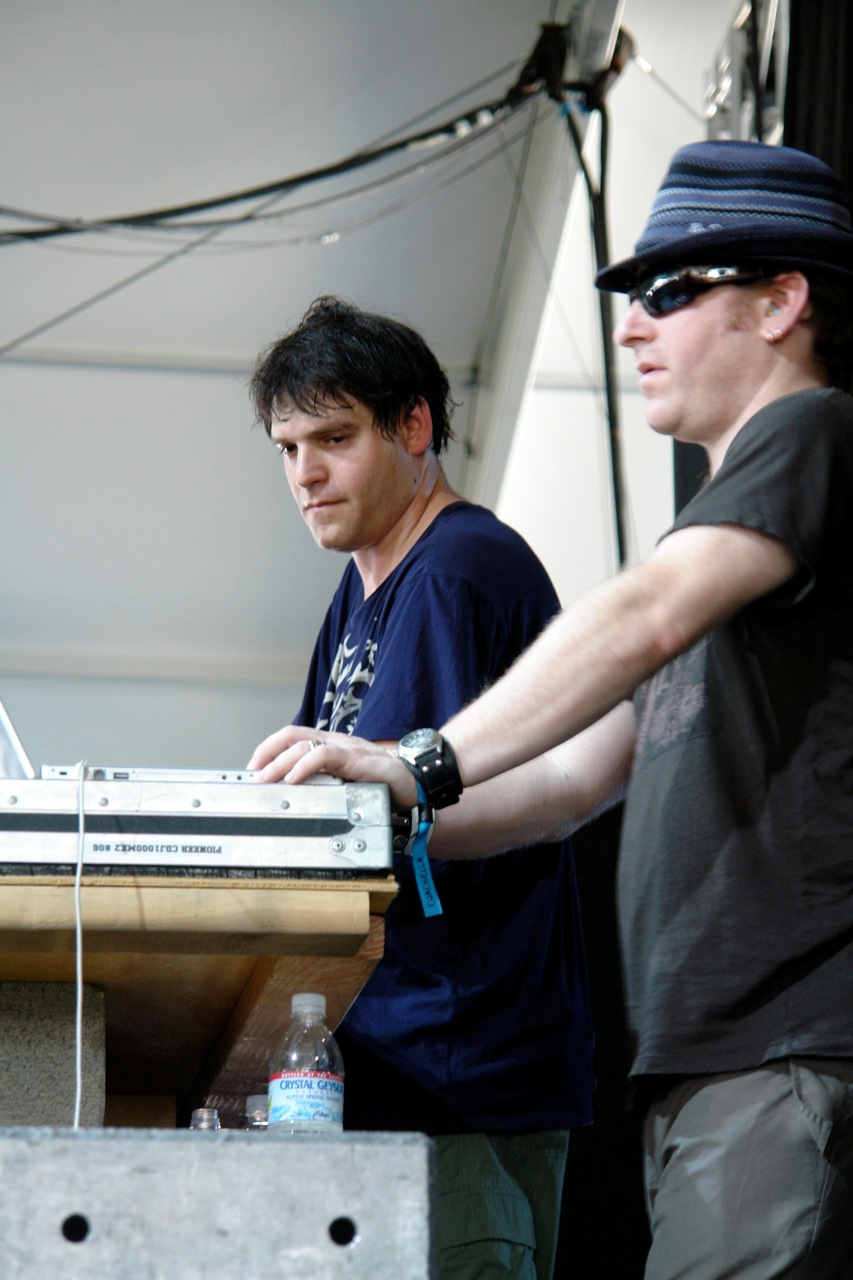
Gabriel & Dresden, Coachella.

Gabriel & Dresden is de projectnaam van DJ's/producers Josh Gabriel en Dave Dresden uit San Francisco. Ze zijn vooral bekend en actief in de Verenigde Staten. In 2001 besloten ze hun krachten te bundelen en sindsdien zijn ze vooral bekend geworden door de vele remixes die ze hebben geproduceerd.
Een paar voorbeelden zijn titels zoals "In My Memory" van Tiësto of "No One On Earth" van Above & Beyond. Ze hebben ook veel popmuziek geremixt zoals Dido ("Don't Leave Home"), Jewel ("Intuition", "Serve The Ego"), Dave Gahan ("I Need You"), Sarah McLachlan ("Fallen"), New Order ("Someone Like You") en Britney Spears/Madonna ("Me Against The Music"). 
In hun DJ sets spelen G&D een mix van progressive en progressive trance. In 2005 hebben ze hun  eigen record label gelanceerd genaamd Organized Nature.
In 2002 brachten ze hun eerste single "Lament" (op label Saw Recordings) uit in de Verenigde Staten. In 2004 volgde hun eerste mix-cd "Bloom". Hiervan verscheen in 2005 de single "Arcadia". Op het einde van 2005 volgde "Without You Near" die werd uitgebracht op het label Coldharbour Recordings. "Without You Near" werd geproduceerd in samenwerking met Markus Schulz en Departure. In hetzelfde jaar hebben ze ook samengewerkt met Armin van Buuren. Het resultaat van deze collaboratie "Zocalo" is terug te vinden op Armins album "Shivers".
In de zomer van 2006 volgde hun eerste gelijknamig studioalbum "Gabriel & Dresden". Naast enkele instrumentale tracks zijn ook meermaals de vocals van Molly Bancroft en Jan Burton te horen. "Tracking Treasure Down" was de eerste single en werd zeer goed ontvangen door het publiek. Op het einde van 2006 volgde een tweede single genaamd "Dangerous Power". Dit was eveneens een hit en werd bekroond met de prijs voor de "Best Alternative Dance Single" in de "Miami Winter Music Conference's International Dance Music Awards" begin 2007. Op dezelfde uitreiking werden ze ook bekroond met de prijs voor "America's Best DJ's" .
Sinds 30 maart 2008 zijn Gabriel & Dresden als duo uit elkaar; beide DJ's/producers zijn hun eigen weg gegaan met nieuwe muziek, projecten en labels als resultaat. Begin 2011 zijn ze weer bij elkaar gekomen.

## Motorcycle
Onder de naam Motorcycle hebben Gabriel & Dresden de single "As The Rush Comes" (op label Positiva) uitgebracht met zangeres Jes Brieden in de zomer van 2003. Deze single was een grote hit in veel landen en werd Dancesmash op Radio 538. Hierna hebben ze nog een single gemaakt genaamd "Imagination" die terug te vinden is op mix-cd "Bloom". Daarna werd de groep opgedoekt. Volgens geruchten lag de stroeve samenwerking tussen Jes Brieden en G&D hiervan aan de oorzaak.

## Andain
Andain werd opgericht als een afzonderlijk project in 2002. De oorspronkelijke groepsleden zijn Josh Gabriel als producer, Mavie Marcos als zangeres/songwriter en David Penner als gitarist. Ze brengen een mix van trance, rock, house en wereldmuziek.
Hun meest succesvolle single tot nu toe is "Beautiful Things", die werd uitgebracht in 2003. Sinds de verschijning ervan werden er talrijke remixes van gemaakt, onder andere door Photon Project. Daarna was het enkele jaren stil rond Andain, doordat Mavie Marcos eerst haar studies wilde afmaken. Maar op 6 december 2006 begon het werk aan hun eerste studioalbum. 
Het album zou in de herfst van 2007 moeten uitkomen.

## Als dj's
In 2003 stonden ze als nieuwkomer in de prestigieuze "DJ Magazine Top 100 DJ's list" direct op plaats 43. Dit was enkel gebaseerd op 6 optredens. Deze hoge score valt te verklaren door hun populariteit als producers (G&D, Motorcycle en Andain). Sindsdien zijn ze steeds gestegen op de lijst. In 2004 waren ze nr. 40, in 2005 nr. 33, in 2006 nr. 22 en in 2007 nr. 20.
Ze werden ook bekroond met de titel "Beste DJ's van Amerika" door de "Miami Winter Music Conference's International Dance Music Awards". Daarnaast kregen ze de prijs voor "Best Alternative Dance" voor hun single "Dangerous Power" met zang van Jan Burton. In 2005 werden ze ook al bekroond met de titel "Best New DJ" bij de "2005 Dancestar Awards".

## Album
- Gabriel & Dresden

## Mix-cd's
- Bloom
- Sensation
- Toolroom Knights
- Mixed For Feet

## Singles
- Arcadia
- Dangerous Power
- Dub Horizon
- Dust In The Wind / Let Go
- Lament
- Mass Repeat / Eleven
- Portobello
- Tracking Treasure Down
- Without You Near